# Nicole Azzopardi
Nicole Azzopardi (Mosta, 26 de diciembre de 1996) es una cantante maltesa.

## Biografía
Azzopardi se desplazaba a una edad muy joven a Europa en torno a la participación en las competiciones internacionales. En 2004, a la edad de siete años, fue segunda en el concurso de "Verdi Note" en Italia, donde cantó "Sorridi". Un año más tarde, fue segunda en el festival "Ti Amo" en Rumanía. En noviembre de 2006, participó en "Zecchino d'Oro" en Italia, donde cantó "La dottoressa Lulù". 
En 2007 Azzopardi trató de representar a su país en el Festival de Eurovisión Junior. Ella participó en la preselección nacional maltesa con la canción "La vida es un patio de recreo". Terminó, sin embargo, novena. En 2008 se aventuró otro intento, esta vez con dos canciones: "Érase una vez" y "buenos tiempos". Otra vez fue novena. Un año más tarde, en 2009, lo intentó de nuevo. Una vez más, sin éxito, fue quinta con la canción "Fun, fun, fun". En 2010, en su cuarto intento, por fin ganó con la canción "knock,knock! boom, boom!", cantada en inglés y maltés. De este modo, pudo representar a Malta en el Festival de Eurovisión Junior 2010. Sin embargo, terminó en 13.ª posición. 
Azzopardi habla cuatro idiomas: maltés, inglés, francés e italiano.
- Datos: Q2980408